# 扁担杆
扁担杆（学名：Grewia biloba）为锦葵科扁担杆属的植物。分布在亚洲热带、朝鲜、台湾岛以及中国大陆的浙江、四川、湖南、江西、安徽、广东等地，生长于海拔300米至2,500米的地区，一般生于路边草甸、山脚路边、密林中、路边、平原灌丛、路边灌丛、山谷、丘陵、山坡沟边、疏林中、山坡灌丛、山脚、山顶、山坡、山坡杂木林中、沟渠边、灌丛中、平原、山坡路边或水边，目前尚未由人工引种栽培。

## 异名
- Grewia biloba G. Don var. glabrescens (Benth.) Rehd.
- Grewia biloba G. Don var. microphylla (Maxim.) Hand.-Mazz.
- Grewia biloba G. Don var. parviflora (Bunge) Hand.-Mazz.
- Grewia parviflora Bunge

## 外部連結
- 扁擔杆 Biandangan（页面存档备份，存于） 藥用植物圖像數據庫 (香港浸會大學中醫藥學院) （繁體中文）（英文）